# Salix haoana
Salix haoana là một loài thực vật có hoa trong họ Liễu. Loài này được Fang miêu tả khoa học đầu tiên năm 1945.